# Jenny Wormald
Pour les articles homonymes, voir Wormald.
Jenny Wormald est une historienne écossaise née le 18 janvier 1942 à Glasgow et morte le 9 décembre 2015 à Portobello, dans la banlieue d'Édimbourg. Son domaine de spécialité est l'histoire de l'Écosse de la fin du Moyen Âge à l'époque moderne.

## Biographie
Née le 18 janvier 1942, Jennifer Mary Tannahill est la fille adoptive de Thomas Tannahill, médecin généraliste à Glasgow, et de sa femme Margaret Dunlop. Elle est scolarisée à la Glasgow High School for Girls (en) et poursuit des études en histoire à l'université de Glasgow. Elle décroche son diplôme en 1963 et commence à enseigner à l'université de Glasgow dans les années qui suivent, tout en poursuivant une thèse qu'elle achève en 1972.
En 1985, elle devient fellow au St Hilda's College de l'université d'Oxford. Elle y enseigne jusqu'en 2005, puis rentre en Écosse, où elle est nommée fellow honoraire de l'université d'Édimbourg. Elle meurt le 9 décembre 2015 des suites d'un cancer à son domicile de Portobello, dans la banlieue d'Édimbourg.

## Travaux
La thèse de Jenny Wormald porte sur les bonds of manrent (en), des relations de dépendances conclues entre membres de la noblesse écossaise aux XVe et XVIe siècles. Ce sujet l'amène à s'intéresser à la question des faides et à remettre en question la vision traditionnelle faisant du royaume d'Écosse sous la maison Stuart un État faible et gangrené par la violence, par opposition à un royaume d'Angleterre plus centralisé et ordonné. À ses yeux, le développement de l'État de droit en Écosse s'est fait de pair avec celui de la justice privée et non à son détriment,.
Sa biographie de Marie Stuart, parue en 1988, dresse un portrait très négatif de la reine. Elle rejette le mythe romantique d'une reine martyre du catholicisme et la dépeint comme une souveraine incompétente et trop attirée par la perspective de régner sur l'Angleterre pour s'intéresser au gouvernement de l'Écosse. Elle publie également une série d'articles sur le fils de Marie, Jacques VI et Ier, où elle s'intéresse à la manière dont ce roi gouverne ses deux royaumes,.

## Vie privée
Elle épouse le 27 juin 1963 le médiéviste Alfred Lawson Brown (en), dont elle a suivi les cours pendant ses études à Glasgow. Après leur divorce, elle se remarie le 12 décembre 1980 avec un autre historien, Patrick Wormald. Ils divorcent en 2001. Elle a un fils de son premier mariage et deux du second.

## Publications
- 1981 : Court, Kirk and Community: Scotland 1470–1625
- 1985 : Lords and Men in Scotland: Bonds of Manrent, 1442–1603
- 1988 : Mary, Queen of Scots: A Study in Failure
- 1991 : Scotland Revisited (éditrice)
- 2005 : The Oxford Illustrated History of Scotland (éditrice)